# 奧西·艾爾比斯
奧茲海諾·朱迪·吉安德罗·「奧西」·艾爾比斯（西班牙語：Ozhaino Jurdy Jiandro "Ozzie" Albies, 1997年1月7日—），為美國職棒大聯盟亞特蘭大勇士的二壘手及游擊手。

## 早年
艾爾比斯生於古拉索的威廉斯塔德，父親40歲時死於心臟病。他有一個弟弟Zhhihir和姐姐Jeanalyn。

## 職業生涯
艾爾比斯6歲開始打棒球，他被待在古拉索的球探發掘才能，在2013年與勇士簽約。
2017年，艾爾比斯受邀參加春訓。8月1日，他被叫上大聯盟。8月3日，他擊出生涯首轟。
2018年6月12日，他面對大都會隊敲出滿貫砲。成為史上最年輕擊出2支滿貫砲的球員。6月25日，他面對紅人隊擊出生涯首支再見全壘打。
7月8日，他的打擊率為2成81，18轟，50分打點。並首度入選明星賽。

## 外部連結
- 球員資訊和成績在MLB ，ESPN ，Retrosheet ，Baseball Reference ，Baseball Reference (Minors) ，Fangraphs ，The Baseball Cube （英文）